# 长畛乡
长畛乡，是中华人民共和国山西省忻州市神池县下辖的一个乡镇级行政单位。

## 行政区划
长畛乡下辖以下地区：
长畛村、后草庵村、南沙城村、鸦儿墕村、白草沟村、连家畔村、木槐固村、后庄窝村、前庄窝村、斗咀村、前梨树窊村、铺儿坪村、后梨树窊村、北沙城村、宋坝王村、前草庵村、红崖子村、辛窑坪村、高家窑村、黄尘沟村、营盘村、乱马营村、石窊坪村、东峪村、南水泉村、史家庄村、小窊村、吴受咀村和万家窊村。